# Lambda Serpentis
Lambda Serpentis (λ  Serpentis, förkortat Lambda Ser, λ  Ser) som är stjärnans Bayerbeteckning, är en ensam stjärna belägen i den mellersta delen av stjärnbilden Ormen, i den del som representerar ”ormens huvud” (Serpens Caput). Den har en skenbar magnitud på 4,43 och är synlig för blotta ögat där ljusföroreningar ej förekommer. Baserat på parallaxmätning inom Hipparcosuppdraget på ca 82,5 mas, beräknas den befinna sig på ett avstånd på ca 40 ljusår (ca 12 parsek) från solen. Stjärnan rör sig mot solen med en radiell hastighet av 66,4 km/s. Om ca 166 000 år kommer den att ha sin närmaste position i förhållande till solen med ett avstånd av 7,731 ± 0,258 ljusår innan den därefter avlägsnar sig.

## Egenskaper
Lambda Serpentis är en gul till vit stjärna i huvudserien av spektralklass G0 V. Den har en massa som är omkring 15 procent större än solens massa, en radie som är något större än solens och utsänder från dess fotosfär ca 1,9 gånger mera energi än solen vid en effektiv temperatur på ca 5 880 K.
Lambda Serpentis misstänktes av Morbey & Griffith (1987) för att ha en periodicitet på 1 837 dygn (5,03 år), men denna är troligen bunden till stjärnaktiviteten. Observationer vid McDonald Observatory har satt gränser för närvaro av en eller flera planeter runt Lambda Serpentis med massa mellan 0,16 och 2 Jupitermassor och genomsnittlig separation på mellan 0,05 och 5,2 astronomiska enheter.